# Yves Lasfargue
Yves Lasfargue (né le 24 février 1939 à Lyon et mort le 16 juillet 2019 à Paris) est un syndicaliste et chercheur français, spécialiste du télétravail. Il est également connu pour avoir créé le concept d'ergostressie.

## Biographie
Formé à l'ECAM Lyon Yves Lasfargue commence sa carrière professionnelle en 1961 comme ingénieur dans l'industrie, puis comme enseignant en informatique à l’Institut français de gestion (IFG) à Paris de 1968 à 1975. Il y crée une section syndicale en 1971 puis intègre l'Union des ingénieurs et cadres CFDT (UCC CFDT, devenue la CFDT Cadres) dont il devient Secrétaire national dans les années 80. 
Percevant très tôt les enjeux des technologies de l’information et l’importance qu’elles vont prendre dans la vie économique et dans la société il persuade au-delà des ingénieurs et cadres, nombre de responsables de la CFDT dans les régions et branches professionnelles.
Il œuvre alors pour que le syndicalisme se saisisse de ces questions et mette au point des propositions innovantes tout en anticipant les développements futurs pour mieux les maitriser.
Il travaille notamment sur les sujets suivants :
- l'accès à l’information et son analyse,
- l'intervention syndicale sur les changements technologiques (emploi, organisation du travail, qualifications …),
- la lutte contre les exclusions générées par certaines technologies[3],[4].

Chargé par son syndicat des nouvelles technologies, de l’emploi, de la formation et des retraites il siège au Conseil Économique et Social où il fait adopter un rapport qui préfigure l'introduction dans le Code du travail de l'obligation de consultation du Comité d'entreprise avant tout projet important de changement technologique. 
Il siège également et au conseil d’administration de l’Association pour l’emploi des cadres APEC (1978-1985). Il est également membre du conseil d’administration du Centre d’études supérieures industrielles CESI (1980-1986) dont il assure la présidence de 1981 à 1982.
En 1985 il reprend une activité professionnelle à l'IFG puis devient directeur du Centre d’études et de formation Créfac. 
Il rédige de nombreux livres sur les impacts des TIC et des changements technologiques, dans lesquels il fonde le concept d'ergostressie (mesure de la charge de travail ressentie dans la société de l'information). Le mot a depuis été repris dans le dictionnaire.
Pour diffuser ses travaux il crée un site internet, puis un observatoire des conditions de travail, du télétravail et de l’ergostressie : l'OBERGO.
Il siège, de 1997 à 2004, au Conseil scientifique de l’Agence nationale pour l'amélioration des conditions de travail.
Il participe au groupe d'experts de haut niveau qui rédige en 1997 pour la Commission européenne le rapport "Construire la société européenne de l'information pour tous".
Il participe à de nombreux travaux sur l'impact des TIC, l'émergence du télétravail en France  et contribue à l'inscription du « droit à la déconnexion » dans le Code du travail en 2017.

## Autres publications
- Ouvrages collectifs :
  - Commission européenne Direction générale de l'emploi, des relations industrielles et des affaires sociales, Unité V/B.4., Construire la société européenne de l'information pour tous : rapport final du groupe d'experts de haut niveau (Rapport officiel), Luxembourg, Office des publications officielles des Communautés européennes, juillet 1997, 74 p. (ISBN 978-92-828-0707-1, OCLC 708348314, présentation en ligne).
  - Isabelle Falque-Pierrotin (dir.), Forum des droits sur l'internet, Le télétravail en France (Rapport officiel), décembre 2004, 62 p. (présentation en ligne, lire en ligne [PDF]).
  - Yves Lasfargue et Pierre Mathevon, Qualité de vie et santé au travail : guide pour le management et la négociation des conditions de travail dans la société de l'information, Toulouse, Octarès Éditions, coll. « Travail & activité humaine », 2008, 292 p. (ISBN 978-2-915346-57-2, OCLC 470803135) Site de présentation.
  - Tristan Klein (dir.) et Daniel Ratier (dir.), Centre d'analyse stratégique, et Direction Générale du Travail, L’impact des TIC sur les conditions de travail (Rapport officiel), Paris, La Documentation française, février 2012, 252 p. (ISBN 978-2-11-009049-2, présentation en ligne, lire en ligne [PDF]).
  - Yves Lasfargue et Sylvie Fauconnier, Guide Obergo du télétravail salarié, Paris, Observatoire du télétravail et de l’ergostressie (Obergo), 2019, 158 p. (présentation en ligne, lire en ligne).

## Sources
- Biographie sur Le Maitron.
- Michel Noblecourt, « Ces Français qui font l'informatique, Yves Lasfargue », Le Monde, no 12635 « Supplément Spécial SICOB 85 »,‎ 13 septembre 1985.
- Yves Lasfargue, interview par Laurent Mauriac, Yves Lasfargue, sociologue, analyse les bouleversements à venir: «Où commence, où finit le travail?», Libération, 26 mai 2000 (consulté le 30 avril 2020).